# Xitle
Le Xitle est un volcan monogénique situé dans la sierra de Ajusco-Chichinauhtzin, dans le parc national Cumbres del Ajusco.
Le volcan est notamment connu du fait des éruptions qui détruisirent la cité de Cuicuilco et recouvrirent le site de couches de lave allant jusqu'à atteindre une épaisseur de 10 mètres.